# Crew Dragon
La capsula Crew Dragon è un veicolo spaziale riutilizzabile sviluppato e prodotto da SpaceX nell'ambito del programma Commercial Crew Program (CCDev). Si tratta della variante della Dragon 2 per il trasporto di un equipaggio umano.
Il veicolo spaziale venne presentato il 29 maggio 2014, durante una conferenza stampa al quartier generale di SpaceX in Hawthorne, California. Essa differisce sostanzialmente dal modello precedente, la versione cargo, operativa dal 2010 al 2020. La Dragon 2 possiede infatti un sistema di supporto vitale (ECLSS) in grado di sostentare l'equipaggio per la durata del volo; è dotata di oblo, di un'avionica migliorata, di pannelli solari riprogettati e di una struttura esterna modificata. Inoltre è dotata di un sistema LES (Launch Escape System) integrato in grado di allontanare il veicolo lontano dal razzo in caso di emergenza con una accelerazione di 11,8 m/s² (39 ft/s²), ottenuto utilizzando otto motori SuperDraco montati lateralmente, raggruppati in coppie ridondanti in quattro pod motore, con ogni motore in grado di produrre 71 kN (16000 lbf) di spinta, per portare in salvo l'equipaggio in situazioni di emergenza che costringano all'abbandono della missione. I vantaggi di questa configurazione, al posto della convenzionale torre di salvataggio sono la riusabilità del sistema, la possibilità di utilizzarlo fino al raggiungimento dell'orbita, l'aumento della sicurezza derivante dall'eliminazione di un evento di separazione.
Il 6 maggio 2015 venne completato il primo pad abort test, mentre un altro test dei motori si svolse il 24 novembre 2015.
Il primo volo di prova senza equipaggio venne effettuato dal pad 39A presso il Kennedy Space Center in Florida il 2 marzo 2019, mentre il primo test con equipaggio, inizialmente previsto il 27 maggio 2020 ma posticipato al 30 maggio 2020 per condizioni meteo sfavorevoli, si è svolto con successo e ha agganciato la ISS dopo circa 19 ore per poi fare rientro sulla Terra il 2 agosto 2020, con altrettanto successo, con un ammaraggio nel Golfo del Messico.

## Sviluppo della Crew Dragon

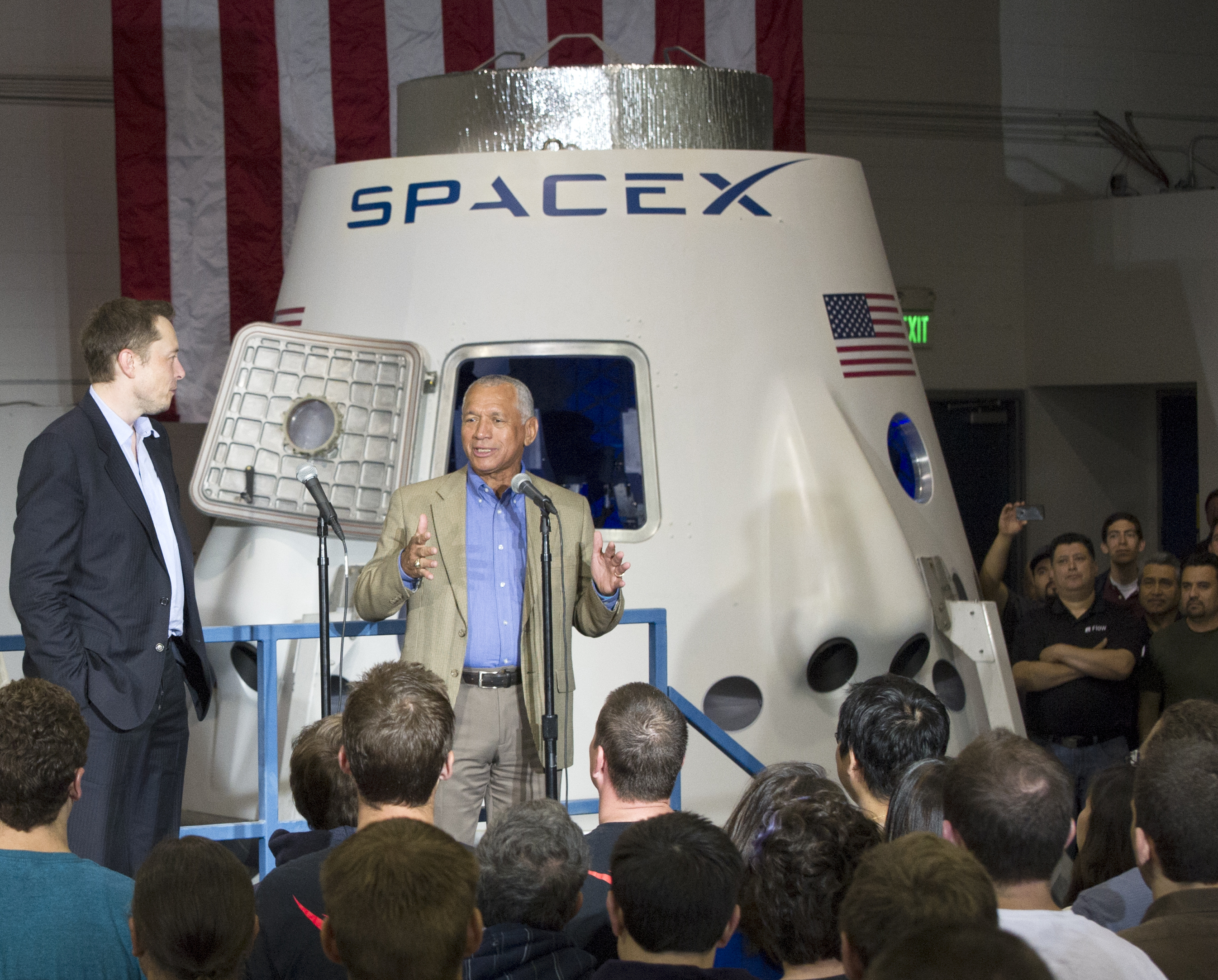
Elon Musk (a sinistra) e Charles Bolden (a destra) davanti al Prototipo DragonRider presso la sede centrale di SpaceX a Hawthorne il 14 giugno 2012

### Commercial Crew Program
SpaceX nella prima fase del programma Commercial Crew Program (CCDev 1) propose la navetta DragonRider, ma tale proposta non fu selezionata.
La navetta era concepita per supportare un equipaggio di sette persone o una combinazione di equipaggio e carico utile, in grado di eseguire rendezvous e attracchi completamente autonomi senza la necessita di utilizzare il braccio Canadam 2, con capacità di override manuale, utilizzando il NASA Docking System (NDS) come dispositivo di attracco. Inoltre la navetta fu concepita con un sistema di fuga denominato LES (Launch Escape System)  in grado di accelerare il veicolo lontano dal razzo in caso di emergenza, ottenuto utilizzando un set di quattro propulsori montati lateralmente con due motori SuperDraco ciascuno, per portare in salvo l'equipaggio in situazioni di emergenza che costringano all'abbandono della missione.
Nel aprile 2011 nella seconda fase del Commercial Crew Development, la SpaceX presento la navetta Crew Dragon, esternamente identica a quella in uso oggi ma l'interno era completamente diverso. In questa fase del programma la compagnia si aggiudicò un contratto da 75 milioni di dollari per sviluppare un modulo di lancio per volo umano con relativi sistemi di sicurezza.
Nel settembre 2011 per la fase 3 del Commercial Crew integrated Capability (CCiCap), originariamente chiamata CCDev 3, la NASA pubblicò una richiesta per proposte (request for proposal, da cui RFP) di progetti completi, come navicelle, vettori, servizi di lancio, operazioni a terra e di recupero. In questa fase la compagnia ricevette 440 milioni di dollari per lo sviluppo e il collaudo della capsula Dragon 2 e del Falcon 9.
Nel dicembre 2012 la SpaceX ricevette 9,6 milioni di dollari nella prima fase del Certification Products Contract (CPC), per lo sviluppo di un piano di certificazione con standard ingegneristici, test e analisi.
Il 16 settembre 2014 la SpaceX ricevette fino a 2.6 miliardi di dollari nella seconda fase del CPC denominata Commercial Crew Transportation Capability (CCtCap), per gli ultimi sviluppi, collaudi e verifiche per permettere voli di prova con equipaggio verso la ISS. Nell'ambito di questo programma la società effettuò un volo senza equipaggio (SpaceX Demo 1), poi un volo di prova con equipaggio (SpaceX Demo 2) e, in seguito, fino a sei voli operativi per la ISS. Il razzo vettore usato per lanciare la capsula sarà il Falcon 9 Block 5.
Gli astronauti NASA Robert Behnken e Douglas Hurley sono stati coinvolti in ogni fase di progettazione della capsula e della tuta spaziale progettata per la navetta, inclusa la decisione di rendere "touch" il pannello di comando della navicella - un netto strappo con il passato, che ha obbligato i due a disimparare i movimenti automatici su leve e pulsanti necessari a manovrare la Soyuz.

### Design Crew Dragon
L'estetica della navicella venne presentata il 29 maggio 2014, durante un evento stampa presso la sede centrale di SpaceX a Hawthorne, California. Il design annunciato prevedeva che il veicolo utilizzasse come sistema di atterraggio principale i motori SuperDraco, effettuando atterraggi propulsivi sulla terraferma. Tuttavia, questo obiettivo venne abbandonato in favore del più classico ammaraggio assistito da paracadute, come annunciato il 19 luglio 2017 da Elon Musk. Inoltre, nelle intenzioni della compagnia, il sistema di atterraggio propulsivo avrebbe permesso di usare la capsula come lander in una serie di missioni su Marte denominate 'Red Dragon', anch'esse cancellate.
La navetta Crew Dragon è parzialmente riutilizzabile, ciò comporta una riduzione dei costi. Dopo i precedenti piani di SpaceX di utilizzare nuove capsule per ogni volo con equipaggio per la NASA, entrambi hanno deciso di riutilizzare le capsule Crew Dragon per i voli della NASA.
La navicella Crew Dragon è dotata delle attrezzature per permettere il volo umano, tra cui il pannello di controllo touch, il sistema di supporto vitale (ECLSS) sviluppato dalla Paragon Space Development Corporation, e la toilette. A una conferenza della NASA del 18 maggio 2012, SpaceX confermò che il loro obbiettivo era far pagare un lancio 160 milioni di dollari, oppure 20 milioni per ogni membro dell'equipaggio, nel caso di un equipaggio di sette al completo. In confronto, nel 2020 un seggiolino a bordo del veicolo spaziale russo Sojuz costò 90 milioni di dollari per ogni astronauta NASA a bordo (erano 76 milioni nel 2014). Questa versione della Dragon 2 volò la prima volta il 2 marzo 2019 durante la missione SpaceX Demo 1.
Crew Dragon ha una capacità massima di sette astronauti, ma per le missioni NASA vengono utilizzati solo quattro posti in quanto insieme all'equipaggio viene imbarcato del carico utile. Sopra i sedili c'è un pannello di controllo composto da tre schermi touchscreen, un WC con tendina per la privacy, e il portello di attracco. Gli atterraggi oceanici vengono effettuati con quattro paracadute principali. Il sistema di paracadute è stato completamente ridisegnato da quello utilizzato nella precedente capsula Dragon, a causa della necessità di dispiegare i paracadute in una varietà di scenari di interruzione del lancio.
La Crew Dragon è in grado di attraccare autonomamente all'International Docking Adapter della ISS come avviene con le navetta Cargo Dragon di SpaceX, in quanto dotata dell'International Docking System Standard (IDSS).

### Tuta spaziale

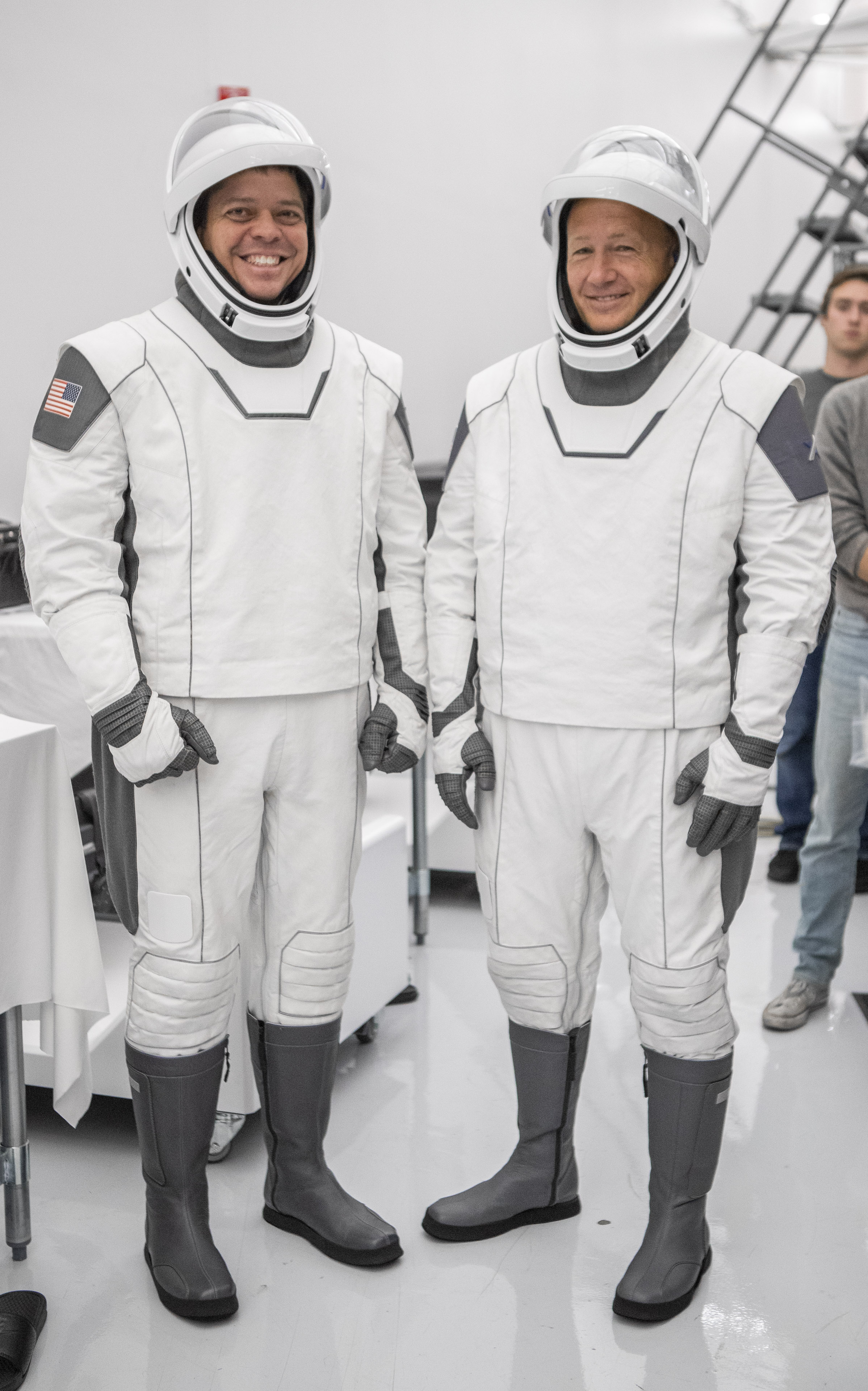
L'equipaggio di DM-2 con indosso le tute

L'estetica della tuta fu progettata congiuntamente da Jose Fernandez, un costumista noto per le sue opere per i film di fantascienza e di supereroi prodotti da Walt Disney Pictures, e da Elon Musk, fondatore e CEO di SpaceX, con il coinvolgimento degli astronauti della NASA Robert Behnken e Douglas Hurley; il progetto venne successivamente realizzato dagli ingegneri di SpaceX. Nel 2012 SpaceX iniziò le trattative con la società Orbital Outfitters per lo sviluppo di tute spaziali per gli astronauti da indossare all'interno della capsula (tuta intraveicolare IVA), e la fabbricazione cominciò nel febbraio del 2015. La tuta è realizzata in Nomex un materiale ignifugo simile al kevlar.
La tuta pressurizzata per l'equipaggio della Crew Dragon è più simile a quelle dei piloti da caccia che alle Extravehicular Mobility Unit (EMU) usate per le attività extraveicolari.
Lo scopo della Starman Suit è quello di proteggere gli astronauti da eventuali depressurizzazioni e garantire la sopravvivenza durante le fasi più complesse della missione, può erogare ossigeno per brevi periodi di vuoto, proteggere dalle fiamme e regolare la temperatura al suo interno, ma non è pensata per attività extraveicolari nello Spazio.
La tuta è considerata parte integrante della Crew Dragon, e per questo si collega al sedile della capsula con una semplice "presa", una specie di cordone ombelicale che fornisce all'astronauta aria da respirare, accesso alle comunicazioni con il controllo di Terra ed alimentazione elettrica per regolare la temperatura all'interno della tuta. La stessa presa è presente sia nelle Tesla Model X utilizzate per portare l'equipaggio alla rampa di lancio, sia nella sala di vestizione all'interno dell'Astronaut Crew Quarters.
Il casco stampato in 3D ha radio e microfono integrati, ma la vera rivoluzione sono i guanti, flessibili, anti-strappo e conduttivi: sono stati disegnati apposta per funzionare sullo schermo touch della Crew Dragon, e per farlo a prova di errori.
Un manichino, chiamato "Starman" (dalla canzone omonima di David Bowie), indossò la tuta spaziale SpaceX durante il lancio inaugurale del Falcon Heavy nel febbraio 2018. Per questo lancio dimostrativo, la tuta non venne pressurizzata e non portava addosso sensori. Nel 2018 gli astronauti commerciali della NASA Robert Behnken e Douglas Hurley testarono la tuta spaziale all'interno della navicella Dragon 2 per familiarizzare con essa. Per il volo di prova SpaceX Demo 1, un manichino di prova soprannominato "Ripley" venne dotato della tuta spaziale e dei sensori.
Sia la tuta che il casco sono realizzati su misura per ogni membro dell'equipaggio a differenze delle tute intraveicolari usate sulle navette della NASA ormai in pensione e sulla Sojuz.

## Specifiche tecniche

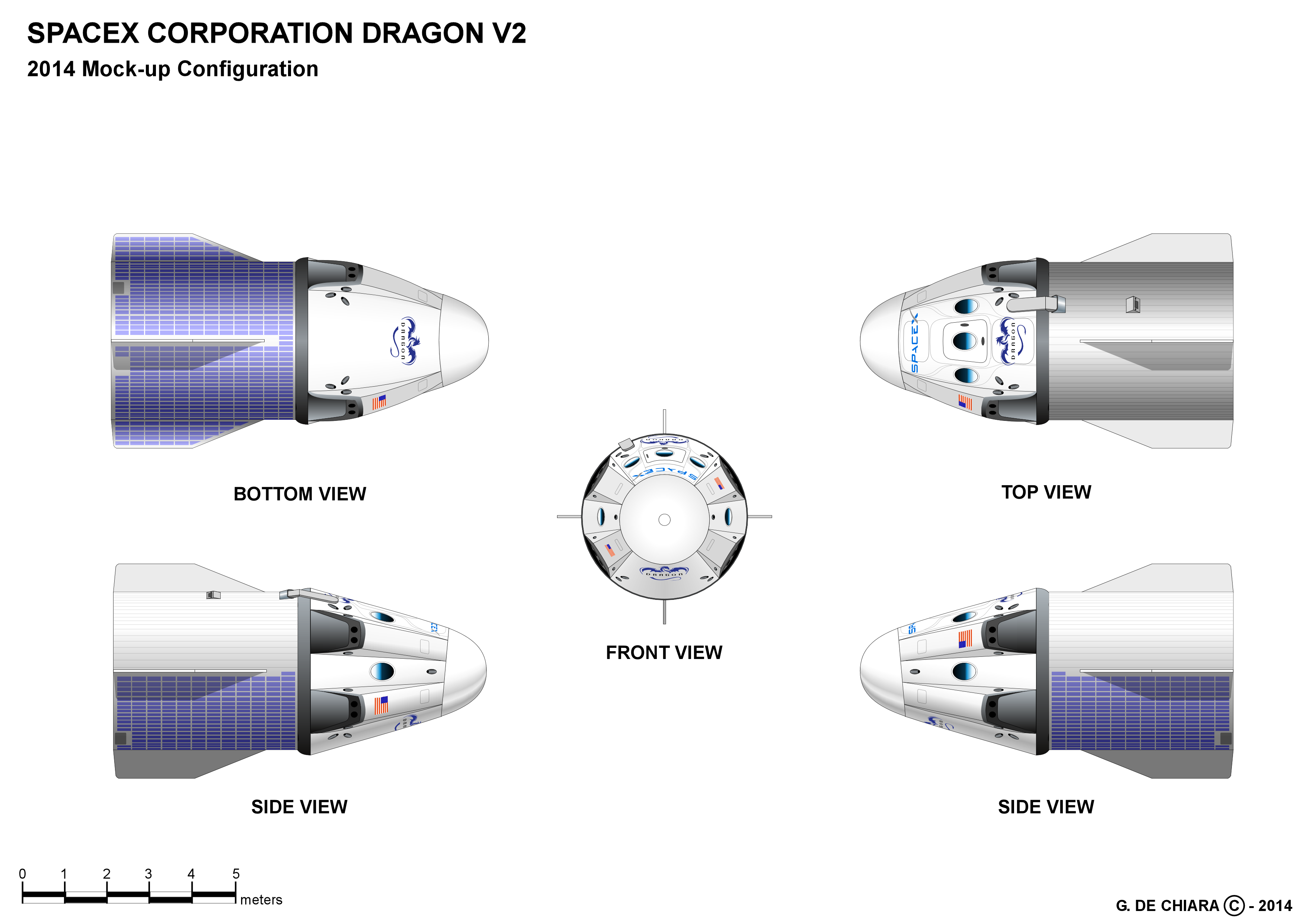
Grafico della versione con equipaggio della Dragon 2

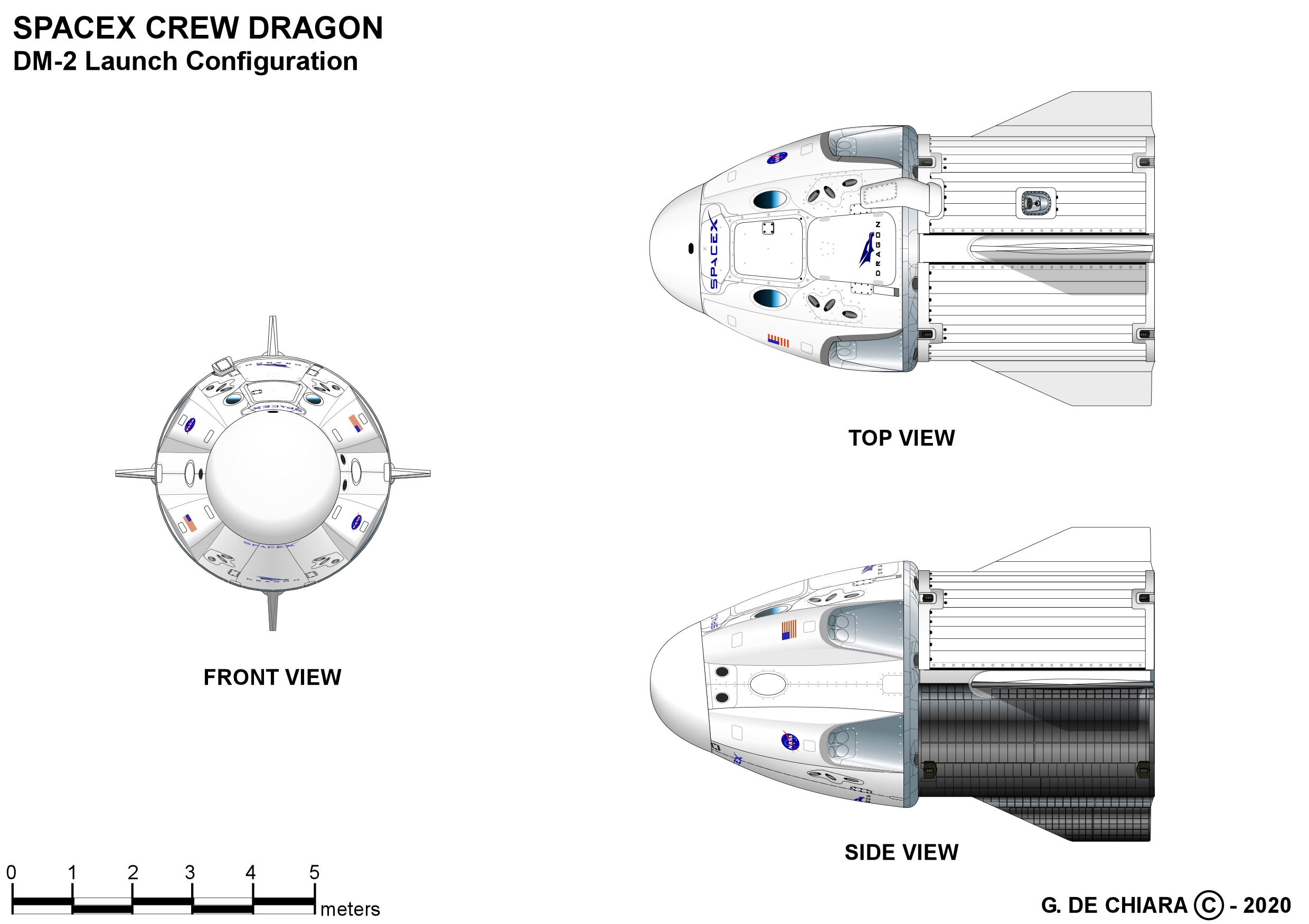
Configurazione al lancio

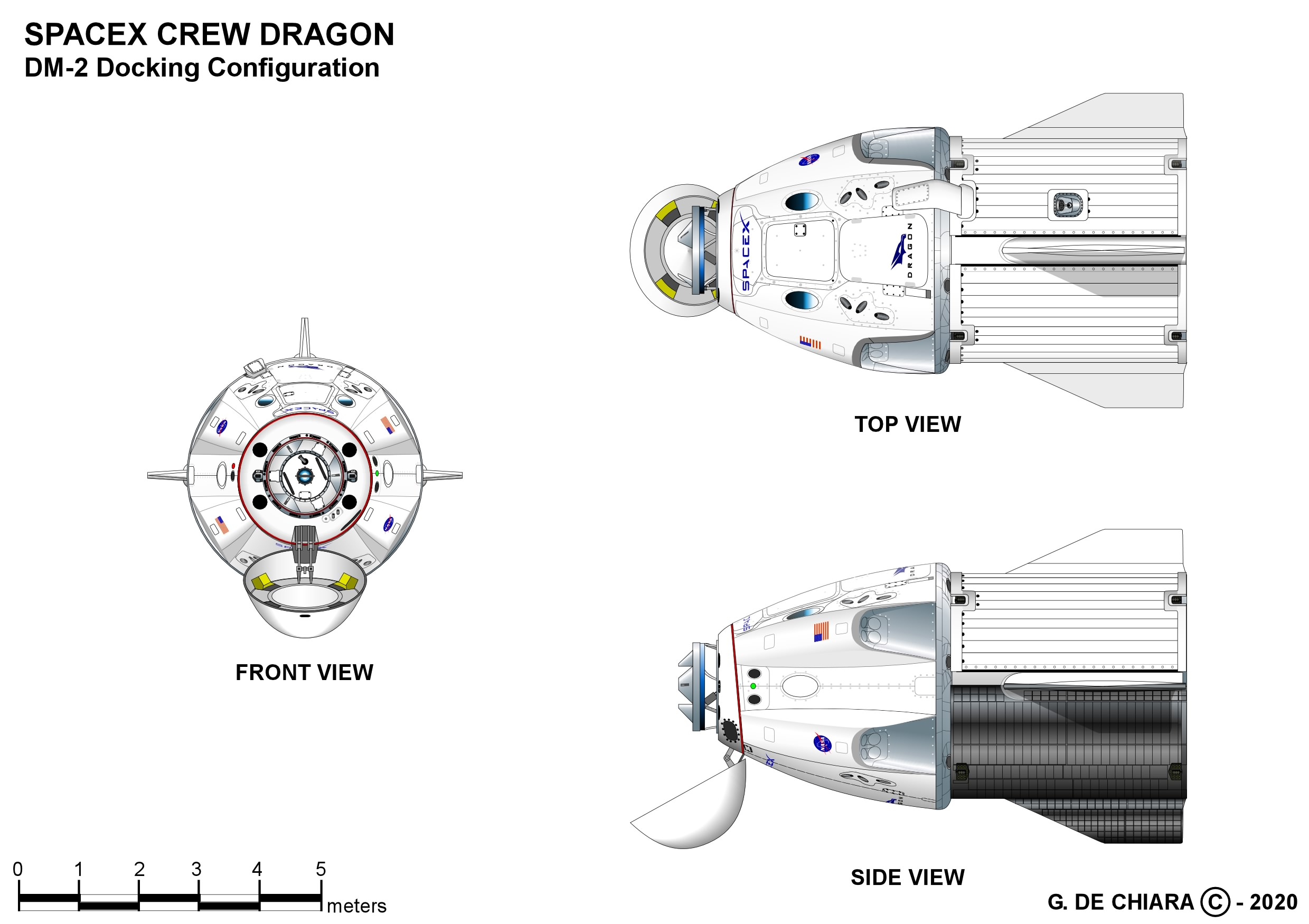
Configurazione all'attracco

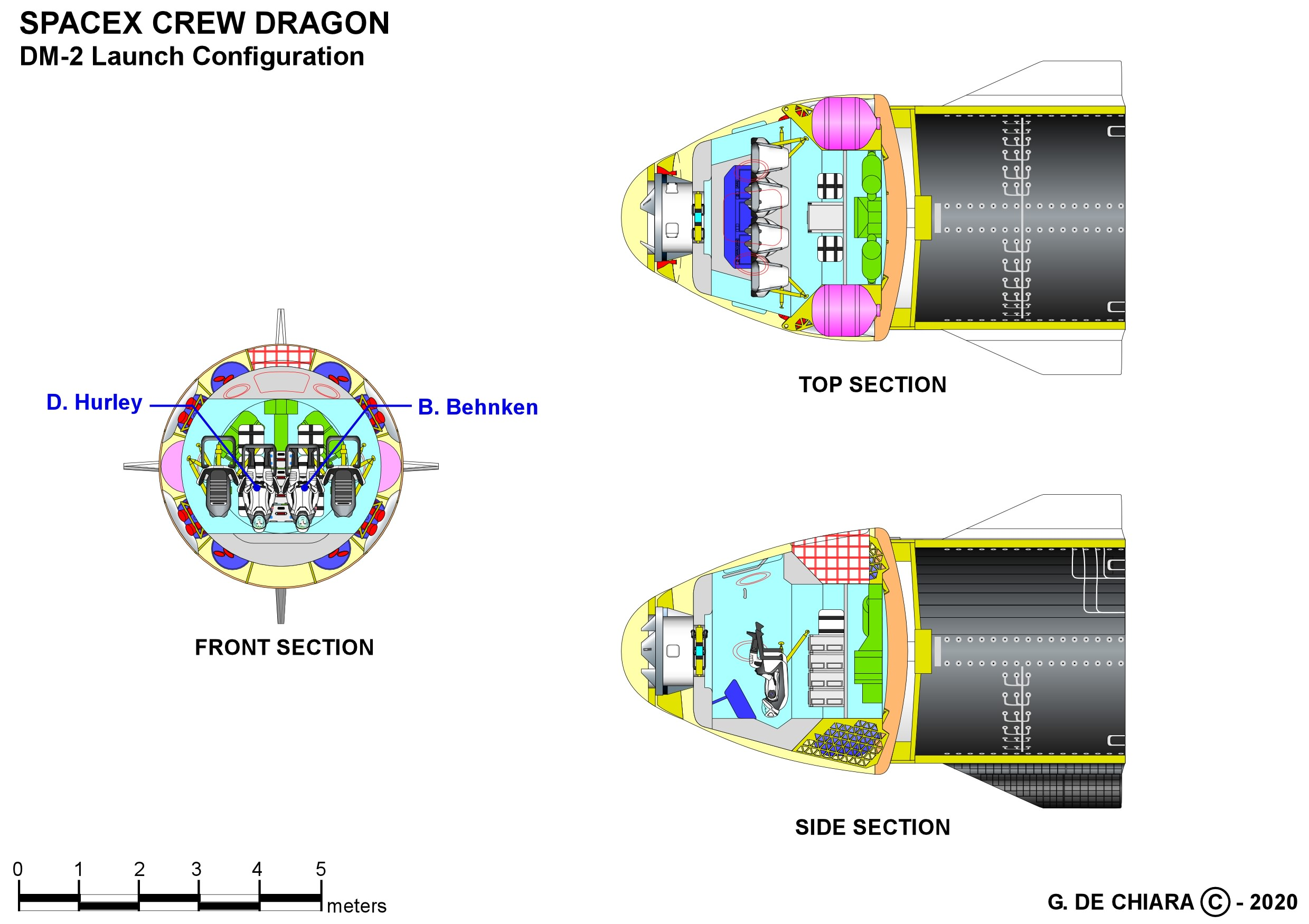
Sezione

La capsula Dragon 2 ha le seguenti caratteristiche:
- Riutilizzabilità: parzialmente riutilizzabile, può volare più volte in modo da tagliare in modo significativo il costo dell'accesso allo spazio. La SpaceX ha anticipato che potrà compiere dieci missioni prima che sia necessario un ricondizionamento significativo.
- Capacità: sette astronauti per sette giorni[6]
- Atterraggio: ammaraggio assistito da quattro paracadute,[6] era programmata la possibilità di un atterraggio assistito dai motori SuperDraco successivamente scartata per motivi di sicurezza.
- Motori: otto motori SuperDraco montati lateralmente, raggruppati in quattro gruppi da due. Ogni motore è in grado di produrre 71 kN spinta. Ogni gruppo di motori, chiamato quad dalla SpaceX, contiene due motori SuperDraco e quattro motori Draco per il controllo d'assetto. Normalmente il carburante di due quad è utilizzato per le manovre in orbita, mentre gli altri due per il rientro.[31] I motori SuperDraco sono i primi completamente stampati in 3D: la camera di combustione è stampata in Inconel, una lega di nichel e ferro.[6]
- Aggancio: è in grado di effettuare il docking in modo autonomo alla stazione spaziale. La Dragon 1 effettuava invece il berthing: un sistema non autonomo in cui l'aggancio era completato dal braccio robotico Canadarm2. In caso di problemi il pilota è in grado di prendere i comandi manuale.[6]
- Scudo termico: un migliorato scudo termico di terza generazione PICA-X
- Controlli: sono posti su schermi touch screen mobili per un utilizzo ottimale da parte dell'equipaggio.[6]
- Atmosfera: il veicolo spaziale può essere operato anche se depressurizzato, e l'equipaggio può indossare le tute spaziali disegnate dalla compagnia per proteggere l'equipaggio in caso di problemi. Sarà anche in grado di ritornare a terra in sicurezza in caso di un foro di 0,6 cm di diametro.[31]
- Controllo attivo del centro di massa: per permettere un controllo d'assetto più preciso durante il rientro e un atterraggio più preciso.
- Copertura anteriore riutilizzabile: il secondo elemento strutturale del veicolo di lancio che protegge il sistema di aggancio durante il rientro e l'atterraggio.[31] Ruoterà su un perno posto a lato della capsula, al contrario della versione cargo della capsula che lo espelle una volta in orbita.[3][6]
- Stiva: Il terzo elemento strutturale del veicolo spaziale, che contiene i pannelli solari, i radiatori e provvede al controllo aerodinamico in caso di abbandono della missione.[31]

Il sistema di atterraggio prevedeva in origine tre scenari diversi:
- Atterraggio propulsivo, sulla terraferma.
- Atterraggio con paracadute, similmente alle altre capsule americane.
- Atterraggio con paracadute assistito dai motori, similmente alla capsula russa Sojuz.

In ogni caso il 19 luglio 2017 Elon Musk ha annunciato che l'atterraggio propulsivo è stato annullato in favore dell'atterraggio con il paracadute. I motori SuperDraco rimarranno parte del progetto per abortire la missione in caso di emergenza, ma non saranno previste le gambe di atterraggio. I paracadute sono stati completamente riprogettati rispetto alla Dragon, in quanto dovranno funzionare in una grande varietà di scenari.

## Missioni dimostrative

### Pad abort test

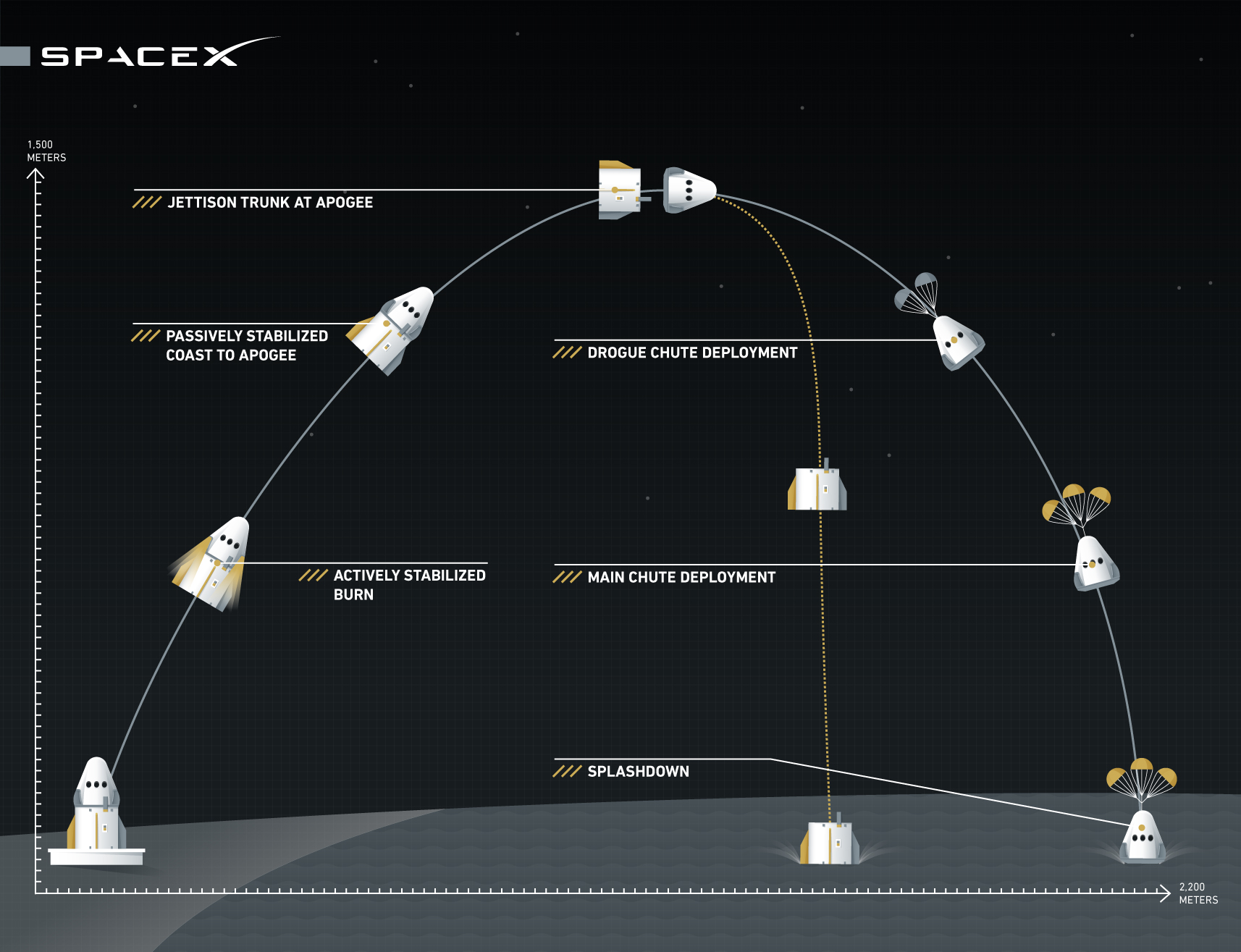
Un'infografica della traiettoria del volo, prodotta da SpaceX.

Nell'agosto 2014 venne annunciato che il pad abort test si sarebbe svolto in Florida, presso il complesso di lancio 40, affittato da SpaceX. Per il test vennero usati una capsula e un segmento non pressurizzato simili a quelli reali, ma al posto di un intero Falcon 9 vennero posti su un'intelaiatura di supporto. Nella capsula vennero posizionati una vasta gamma di sensori per registrare i carichi e le forze a cui sarebbero stati sottoposti gli occupanti del veicolo e i sedili dotati di zavorra per simulare un equipaggio al completo. Lo scopo del test era di dimostrare che i SuperDraco avrebbero avuto una spinta sufficiente e che erano abbastanza affidabili da eseguire un aborto sulla rampa di lancio in caso di problemi al vettore.

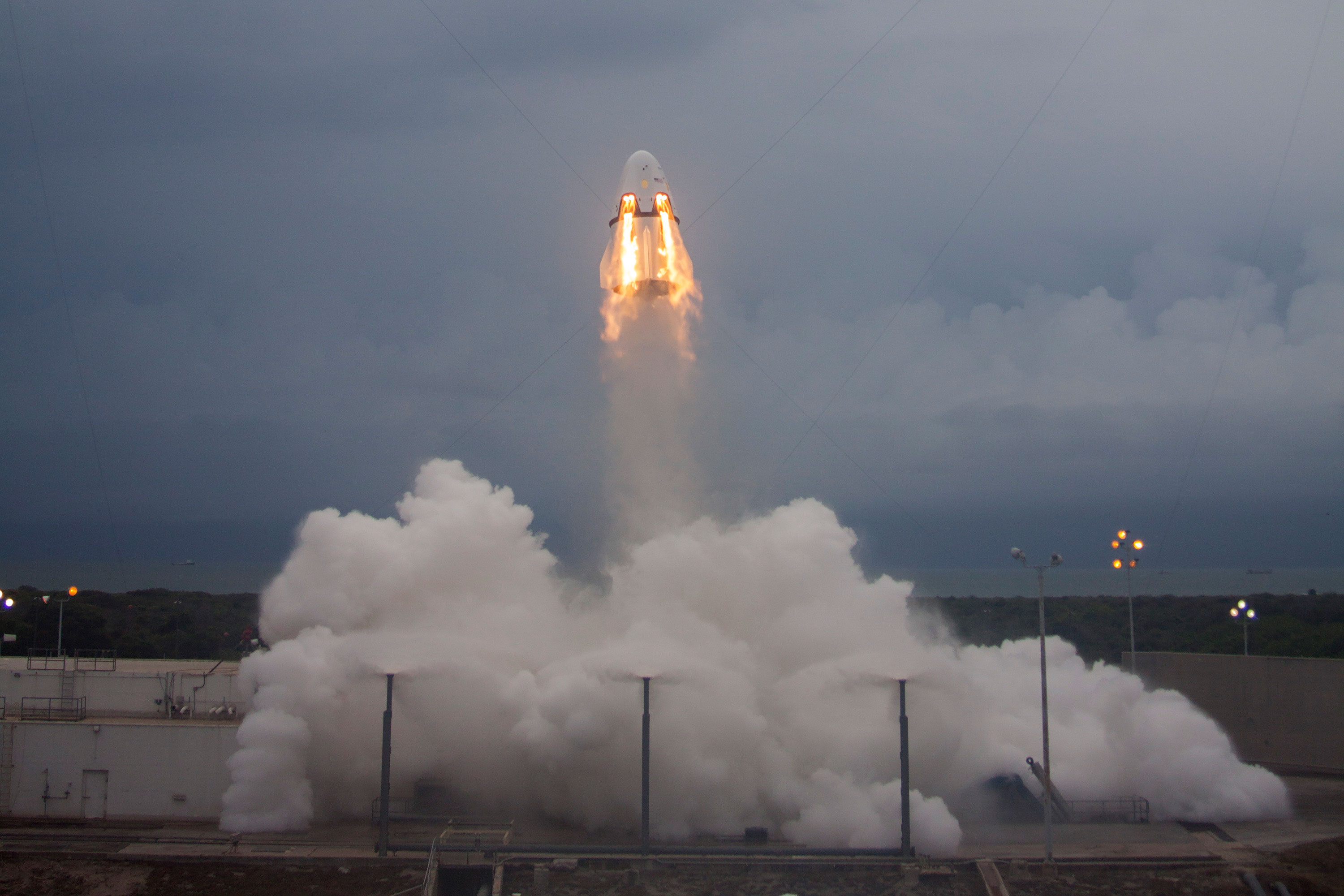
Lancio del pad abort test

Il test venne svolto con successo il 6 maggio 2015, approssimativamente alle 13:00 UTC. Il veicolo ammarò in sicurezza nell'oceano a est del complesso di lancio, 99 secondi dopo. Dopo il volo venne riscontrato un problema nella miscela di carburante in uno dei motori, ma non influì materialmente sui risultati del test.

### Hoveringtest

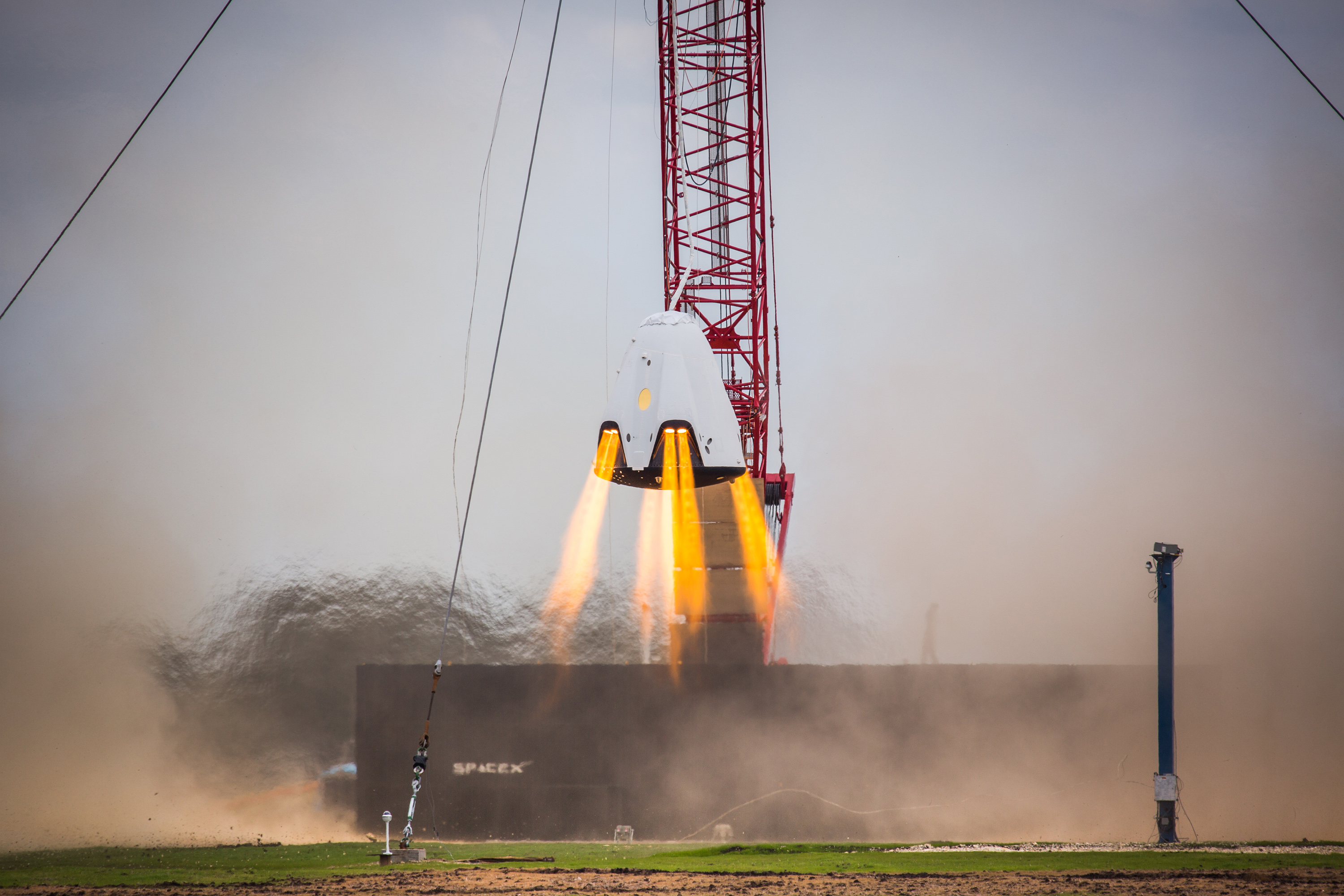
Test di hovering della Dragon 2

Il 24 novembre 2015, SpaceX condusse un test sulle capacità di hovering della capsula (la capacità di alzarsi in volo in modo controllato tipica di un elicottero), presso il sito di collaudo della società a McGregor, in Texas. In un video pubblicato dalla compagnia il veicolo spaziale è mostrato appeso a un cavo di sostegno mentre accende i suoi motori SuperDraco. La capsula si libra in aria per circa 5 secondi, bilanciata dalla spinta dei suoi otto motori accesi con una spinta ridotta per bilanciare esattamente la gravità.
Il test rappresenta la seconda parte dei uno degli step previsti dal contratto siglato con la NASA Commercial Crew Development. La prima parte è stata rappresentata da un breve test di accensione per verificare il corretto funzionamento dei sistemi di propulsione, completata due giorni prima questo test, il 22 novembre.

### Volo orbitale senza equipaggio

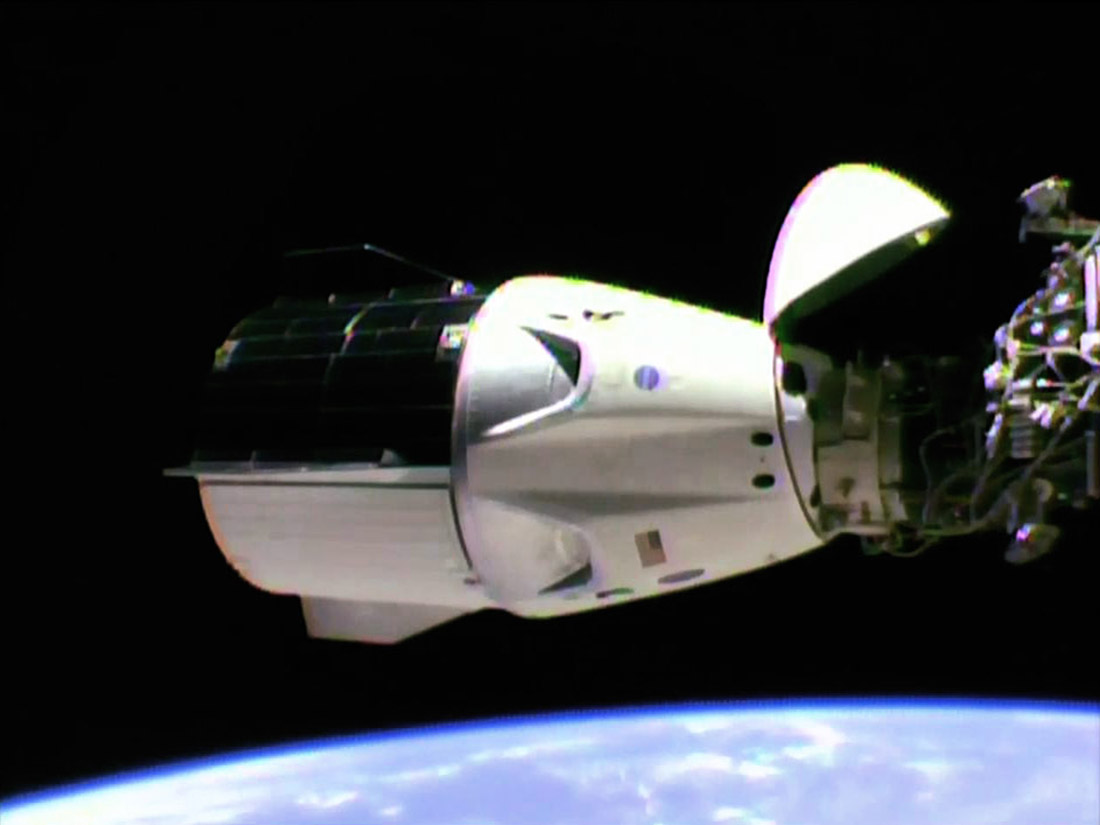
La capsula attraccata alla ISS

Il primo test in orbita per la Dragon 2 fu una missione senza equipaggio designata SpaceX Demo 1. Il lancio avvenne il 2 marzo 2019 e l'attracco alla ISS il giorno successivo. Il veicolo spaziale testò le procedure di approccio e aggancio automatico con la Stazione spaziale internazionale, e vi rimase agganciato per qualche giorno, per poi compiere il rientro atmosferico, l'ammaraggio e le procedure di recupero al fine di qualificare la capsula al trasporto di esseri umani. Durante tutto il volo di collaudo venne monitorato il sistema di supporto vitale.

### Test di abbandono in volo
Nonostante fosse inizialmente previsto l'utilizzo della navicella usata per la missione Demo 1 del test di abbandono in volo (anche chiamato Crew Dragon In-Flight Abort Test), la capsula esplose durante un test di accensione dei motori SuperDraco, mandando di fatto in frantumi la navicella e rendendo impossibile un altro test. In precedenza questo test era previsto prima del volo orbitale: SpaceX aveva programmato la missione affinché usasse la stessa capsula impiegata nel pad abort test, e come lanciatore il F9R Dev2. Tutto ciò prima che l'entrata in servizio del Falcon 9 Full Thrust (soprattutto i propellenti più densi usati da quest'ultimo) rendessero il F9R Dev2 incompatibile con entrambe le rampe di lancio gestite dalla compagnia. Di conseguenza, una versione modificata del primo stadio del Falcon 9 con solo tre motori venne preparata per questo test e trasportata a Vandenberg nell'aprile 2015. I piani del test in questa configurazione furono poi abbandonati da NASA e SpaceX, che ritennero più utile e rappresentativo effettuarlo lanciando su un Falcon 9 Block 5 la versione finale della capsula invece del prototipo, costruito ad-hoc, usato per il pad abort test. Il vettore che si prevedeva di utilizzare era B1048, già utilizzato tre volte in precedenza per le missioni Iridium-7, SAOCOM 1A e per il lander israeliano Beresheet che invece venne riutilizzato nel suo quarto volo per il primo lancio di Starlink.
Il 19 gennaio 2020 venne eseguito con successo il test inizialmente previsto per il 18 gennaio 2020 ma rinviato a causa del maltempo. La nuova navicella venne lanciata in una traiettoria suborbitale per provare lo scenario di separazione e abbandono nella troposfera a velocità transoniche, durante il Max Q, il punto di massima pressione aerodinamica. Gli obiettivi del test erano di dimostrare la capacità di allontanare in sicurezza dal razzo nel momento in cui viene sottoposto alle condizioni atmosferiche più critiche, creando i peggiori stress strutturali a cui il veicolo potrà essere sottoposto durante una missione operativa. La capsula ammarò nell'oceano Atlantico rallentata dai paracadute.
Il test di abbandono in volo, così come il test di pad abort test, non era richiesto specificatamente dalla NASA, a cui bastano i calcoli senza la dimostrazione pratica, ma venne svolto volontariamente dell'azienda. La concorrente Boeing per il suo Starliner effettuò infatti solo il test di pad abort test.

### Volo orbitale con equipaggio

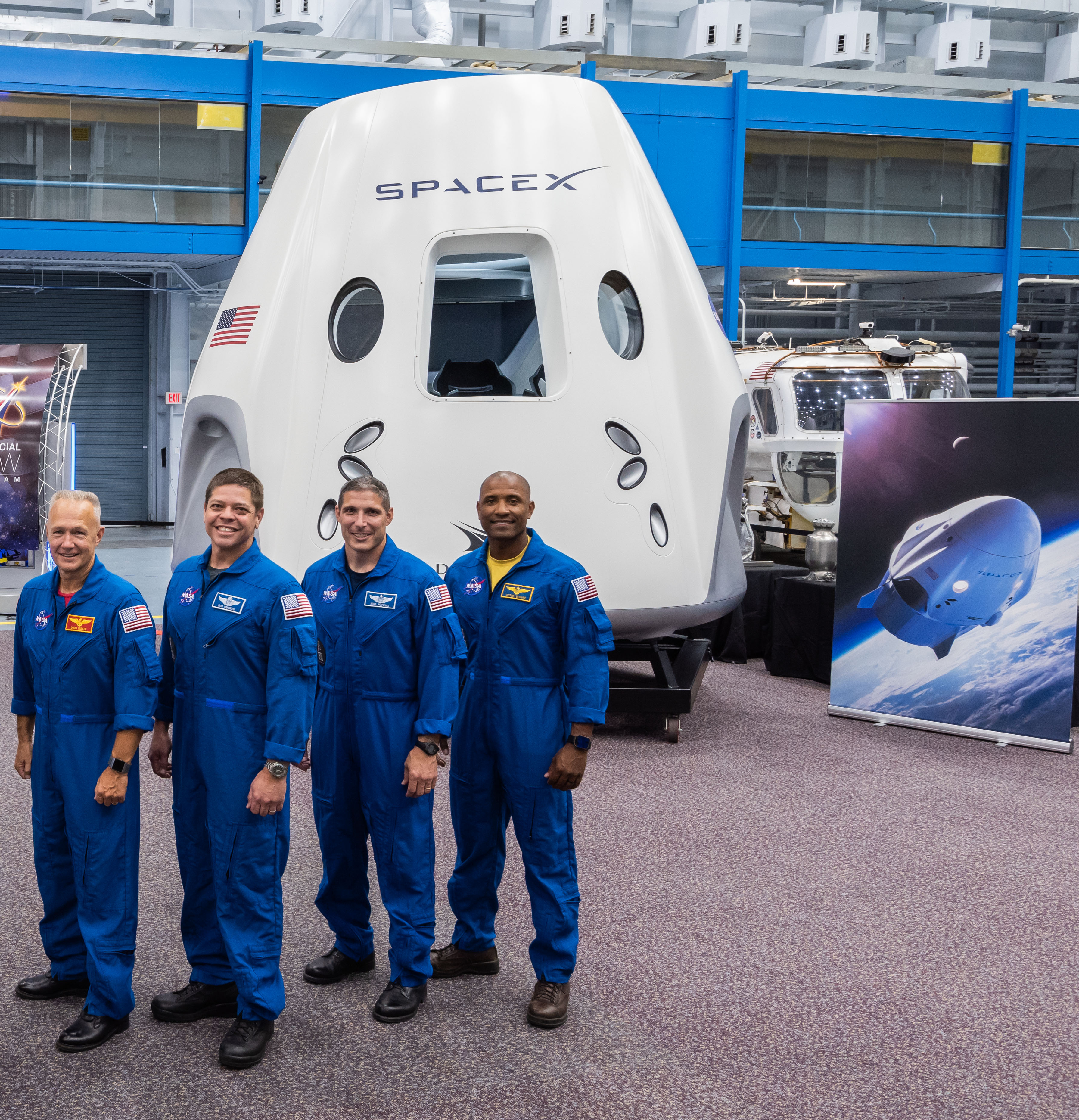
SpaceX Dragon 2 (Crew Dragon) e gli astronauti assegnati alle prime 2 missioni con Equipaggio. Da sinistra a destra: Douglas Hurley, Robert Behnken assegnati alla Demo-2 a seguire Michael Hopkins e Victor Glover assegnati alla Crew-1

Prima dell'esplosione durante il test di abbandono in volo era previsto che Dragon 2 trasportasse il suo primo equipaggio della NASA nel giugno del 2019, in un volo di quattordici giorni verso la ISS.
Il 3 agosto 2018 la NASA annunciò gli astronauti che voleranno nel primo volo con equipaggio della capsula: Robert Behnken e Douglas Hurley. Il 17 aprile 2020, l'amministratore della NASA Jim Bridenstine annunciò che la data di lancio per il primo volo con equipaggio sarà il 27 maggio 2020.
La missione SpaceX Demo 2, oltre a marcare il primo lancio dal 2011 di un equipaggio da suolo americano, completerà l'ultimo traguardo per il Commercial Crew Development, spianando la strada per l'avvio del trasporto di astronauti verso la ISS sotto il contratto Crew Transportation Services. Il lancio inizialmente fissato per il 27 maggio 2020 alle 20:32 UTC (22:32 ora italiana), è stato rimandato a causa delle condizioni meteorologiche avverse al 30 maggio 2020 alle ore 19:22 UTC (21:22 ora italiana) L'aggancio della Navetta alla ISS è avvenuto alle 14:17 UTC (16:17 ora Italiana) con tre minuti di anticipo e tutto è andato come previsto. Il portello della Crew Dragon "Endeavour" della SpaceX, la prima navetta privata a fare da "taxi" per astronauti verso la ISS, si è aperto alle 17:02 UTC (19.02 ora italiana).
Domenica 2 agosto 2020 al 01:34 Behnken e Hurley hanno eseguito la manovra di distacco dalla ISS, i due astronauti sono ammarati con successo alle 20:48 ora Italiana, segnando con successo la conclusione della missione Demo-2.

### Lista delle missioni dimostrative
| Missione             | Stemma | Navetta          | Data di lancio  | Data di atterraggio | Equipaggio                    | Esito missione |
| -------------------- | --- | ---------------- | --------------- | ------------------- | ----------------------------- | -------------- |
| Pad Abort Test       | | C201 DragonFly   | 6 maggio 2015   | 6 maggio 2015       | N.D.                          | Riuscito       |
| Pad Abort Test       | Pad Abort Test, Cape Canaveral Air Force Station, Florida.                                                                              |                  |                 |                     |                               |                |
| Crew Dragon Demo-1   | | C204             | 2 marzo 2019    | 8 marzo 2019        | N.D.                          | Riuscito       |
| Crew Dragon Demo-1   | Volo di prova senza equipaggio, la navetta ha effettuato il docking con la stazione spaziale internazionale il 3 marzo 2019, 08:50 UTC. |                  |                 |                     |                               |                |
| In-Flight Abort Test | | C205.1           | 19 gennaio 2020 | 19 gennaio 2020     | N.D.                          | Riuscito       |
| In-Flight Abort Test | Usata la capsula inizialmente prevista per la Crew Dragon Demo-2.                                                                       |                  |                 |                     |                               |                |
| Crew Dragon Demo-2   | | C206.1 Endeavour | 30 maggio 2020  | 2 agosto 2020       | Douglas Hurley Robert Behnken | Riuscito       |
| Crew Dragon Demo-2   | Primo volo con equipaggio della navetta Crew Dragon                                                                                     |                  |                 |                     |                               |                |

## Missioni operative

### Volo lunare con equipaggio
In una teleconferenza del 27 febbraio 2017 la SpaceX annunciò di aver ricevuto la proposta da parte di due finanziatori di lanciare una Dragon 2 attorno alla Luna utilizzando il Falcon Heavy, in una missione dal profilo simile a quello di Apollo 8. Al contrario della missione Apollo, la Dragon 2 avrebbe però trasportato i due turisti spaziali intorno al satellite e non astronauti NASA. Il volo sarebbe stato quasi completamente automatico, anche se l'equipaggio sarebbe stato addestrato ad affrontare le situazioni di emergenza.
I piani per la missione sono stati abbandonati nel febbraio 2018, in modo da dirottare sullo sviluppo del più urgente BFR le ingenti risorse che sarebbero state necessarie per certificare il Falcon Heavy per le missioni con equipaggio.

### Lista delle missioni operative
A inizio maggio 2020 sono pianificate 9 missioni Crew Dragon, di cui 7 sotto contratto NASA e una con la compagnia privata: Axiom Space. La compagnia Space Adventures nonostante fosse inizialmente propensa a effettuare un volo spaziale con SpaceX, nell'ottobre 2021 rinunciò al volo.
| Missione     | Stemma | Navetta             | Data di lancio            | Data di atterraggio          | Equipaggio | Esito missione |
| ------------ | --- | ------------------- | ------------------------- | ---------------------------- | --- | -------------- |
| Crew-1       | | C207.1 Resilience   | 16 novembre 2020          | 2 maggio 2021                | Micheal Hopkins Victor Glover Soichi Noguchi Shannon Walker                                                    | Riuscito       |
| Crew-1       | Ha trasportato 4 astronauti sull'ISS per una missione di sei mesi. È la prima missione con un astronauta non statunitense a bordo. Inizialmente era pianificata la partecipazione di un cosmonauta della Federazione Russa, ma l'agenzia Roscosmos non aveva ancora certificato la navetta Crew Dragon per i voli con equipaggio, quindi è stato sostituito da un astronauta NASA. La missione ha superato il precedente primato di maggiore permanenza nello spazio detenuto dalla missione Skylab 4. |                     |                           |                              | |                |
| Crew-2       | | C206.2 Endeavour ♺  | 23 aprile 2021            | 10 novembre 2021             | Robert Kimbrough Megan McArthur Thomas Pesquet Akihiko Hoshide                                                 | Riuscito       |
| Crew-2       | Ha trasportato 4 astronauti sull'ISS per una missione di sei mesi. È la prima missione con un astronauta europeo a bordo. Per la prima volta è stato impiegato un vettore riutilizzato. |                     |                           |                              | |                |
| Inspiration4 | | C207.2 Resilience ♺ | 16 settembre 2021         | 19 settembre 2021            | Jared Isaacman Sian Proctor Hayley Arceneaux Christopher Sembroski                                             | Riuscito       |
| Inspiration4 | Prima missione con equipaggio completamente costituito da civili. Il lancio porterà la navetta in un'orbita di 540 km, dove l'equipaggio condurrà esperimenti scientifici per 3 giorni prima di ritornare a Terra. |                     |                           |                              | |                |
| Crew-3       | | C210.1 Endurance    | 11 novembre 2021          | 6 maggio 2022                | Raja Chari Thomas Marshburn Matthias Maurer Kayla Barron                                                       | Riuscito       |
| Crew-3       | La missione ha trasportato quattro astronauti sulla stazione spaziale per sei mesi. La navetta e il vettore di lancio saranno riutilizzati. |                     |                           |                              | |                |
| AX-1         | | C206.3 Endeavour ♺  | 8 aprile 2022             | 25 aprile 2022               | Michael López-Alegría Larry Connor Mark Pathy Eytan Stibbe                                                     | Riuscito       |
| AX-1         | Primo volo con equipaggio sotto contratto con Axiom Space. Primo volo completamente privato verso l'ISS, ha trasportato un astronauta certificato dell'Axiom e 3 privati per una permanenza di 10 giorni inizialmente previsti, estesi a 17 per condizioni climatiche avverse nel luogo dell'atterraggio. |                     |                           |                              | |                |
| Crew-4       | | C212.1 Freedom      | 27 aprile 2022            | 14 ottobre 2022              | Kjell Lindgren Bob Hines Samantha Cristoforetti Jessica Watkins                                                | Riuscito       |
| Crew-4       | La missione ha trasportato quattro astronauti, tra cui l'italiana Samantha Cristoforetti, sulla Stazione spaziale internazionale per sei mesi. |                     |                           |                              | |                |
| Crew-5       | | C210.2 Endurance ♺  | 5 ottobre 2022            | 12 marzo 2023                | Nicole Mann Josh Cassada Koichi Wakata Anna Kikina                                                             | Riuscito       |
| Crew-5       | Quinta missione del contratto CCP.. Il quarto astronauta è un cosmonauta russo, Anna Kikina, nell'ambito di un programma congiunto Dragon-Sojuz volto ad assicurare ad entrambe le nazioni una presenza nella nazione. |                     |                           |                              | |                |
| Crew-6       | | C206.4 Endeavour ♺  | 2 marzo 2023              | 4 settembre 2023             | Stephen Bowen Warren Hoburg Sultan Al Neyadi Andrey Fedyaev                                                    | Riuscito       |
| Crew-6       | |                     |                           |                              | |                |
| AX-2         | | C212.2 Freedom ♺    | 21 maggio 2023            | 31 maggio 2023               | Peggy Whitson John Shoffner Ali AlQarni Rayyanah Barnawi                                                       | Riuscito       |
| AX-2         | Secondo volo con equipaggio sotto contratto con Axiom Space. |                     |                           |                              | |                |
| Crew-7       | | C210.3 Endurance ♺  | 26 agosto 2023            | 12 marzo 2024                | Jasmin Moghbeli Andreas Mogensen Satoshi Furukawa Konstantin Borisov                                           | Riuscito       |
| Crew-7       | Nel 2021, NASA ha stipulato un contratto con SpaceX per tre ulteriori missioni nell'ambito del contratto CCP a partire dalla Crew-7. |                     |                           |                              | |                |
| AX-3         | | C212.3 Freedom ♺    | 18 gennaio 2024           | 9 febbraio 2024              | Michael López-Alegría Walter Villadei Alper Gezeravci Marcus Wandt                                             | Riuscito       |
| AX-3         | Terzo volo con equipaggio sotto contratto con Axiom Space. |                     |                           |                              | |                |
| Crew-8       | | C206.5 Endeavour ♺  | 4 marzo 2024              | 25 ottobre 2024              | Matthew Dominick Michael Barratt Jeanette Epps Aleksandr Grebënkin                                             | Riuscito       |
| Crew-8       | Seconda delle tre missioni previste dall'estensione del contratto CCP tra NASA e SpaceX del 2021. |                     |                           |                              | |                |
| Polaris Dawn | | C207.3 Resilience ♺ | 10 settembre 2024         | 15 settembre 2024            | Jared Isaacman Scott Poteet Sarah Gillis Anna Menon                                                            | Riuscito       |
| Polaris Dawn | Prima delle tre missioni del Programma Polaris. È stato il primo volo privato ad includere una attività extraveicolare. |                     |                           |                              | |                |
| Crew-9       | | C212.4 Freedom ♺    | 28 settembre 2024         | 18 marzo 2025                | Lancio: Nick Hague Aleksandr Gorbunov Atterraggio: Nick Hague Aleksandr Gorbunov Butch Wilmore Sunita Williams | Riuscito       |
| Crew-9       | Terza delle tre missioni previste dall'estensione del contratto CCP tra NASA e SpaceX del 2021. Riportati a Terra Butch Wilmore e Sunita Williams della Boe-CFT. |                     |                           |                              | |                |
| Crew-10      | | C210.4 Endurance ♺  | 14 marzo 2025             | 9 agosto 2025                | Anne McClain Nichole Ayers Takuya Onishi Kirill Peskov                                                         | Riuscito       |
| Crew-10      | Prima delle cinque missioni previste dall'ulteriore estensione del contratto CCP tra NASA e SpaceX del 2022. |                     |                           |                              | |                |
| Fram2        | | C207.4 Resilience ♺ | 1 aprile 2025             | 4 aprile 2025                | Chun Wang Jannicke Mikkelsen Eric Philips Rabea Rogge                                                          | Riuscito       |
| Fram2        | Missione commerciale. È stata la prima missione con equipaggio ad essere lanciata in un'orbita polare. |                     |                           |                              | |                |
| AX-4         | | C213 Grace          | 25 giugno 2025            | 15 luglio 2025               | Peggy Whitson Shubhanshu Shukla Sławosz Uznański-Wiśniewski Tibor Kapu                                         | Riuscito       |
| AX-4         | Quarto volo con equipaggio sotto contratto con Axiom Space. |                     |                           |                              | |                |
| Crew-11      | | C206.6 Endeavour ♺  | 1º agosto 2025            | Febbraio 2026 (pianificato)  | Zena Cardman Michael Fincke Kimiya Yui Oleg Platonov                                                           | In orbita      |
| Crew-11      | Trasporato parte dell'Expedition 73 della Stazione spaziale internazionale. Seconda delle cinque missioni previste dall'ulteriore estensione del contratto CCP tra NASA e SpaceX del 2022. |                     |                           |                              | |                |
| Crew-12      | | N.D.                | Marzo 2026 (pianificato)  | Settembre 2026 (pianificato) | ? Sophie Adenot Oleg Artem'ev                                                                                  | Programmato    |
| Crew-12      | |                     |                           |                              | |                |
| Polaris 2    | | N.D.                | N.D.                      | N.D.                         | N.D. | Programmato    |
| Polaris 2    | Seconda missione del programma Polaris. Utilizzerà la navetta Crew Dragon, mentre per la missione successiva è previsto l'uso della navetta Starship. |                     |                           |                              | |                |
| Vast-1       | | N.D.                | Giugno 2026 (programmato) | N.D.                         | N.D. | Programmato    |
| Vast-1       | Missione verso la stazione spaziale Haven-1 |                     |                           |                              | |                |
| Crew-13      | | N.D.                | N.D.                      | N.D.                         | N.D. | Programmato    |
| Crew-13      | |                     |                           |                              | |                |
| Crew-14      | | N.D.                | N.D.                      | N.D.                         | N.D. | Programmato    |
| Crew-14      | |                     |                           |                              | |                |